# Palazzo dei Pittori
Palazzo dei Pittori, o Casa Swertschkoff, è un edificio italiano per studi d'artisti situato a Firenze in viale Giovanni Milton, 47 - 49.

## Storia
Il palazzo fu fatto costruire nel 1873 su proprio disegno da Vladimir Sverchkov (o Wladimir von Swertschkoff), un artista e imprenditore finlandese, che utilizzò come atelierhaus dal 1873 al 1888, anno della morte. Sverchkov, affittando stanze al piano terreno ad artisti italiani e stranieri, fece del palazzo un importante centro di produzione artistica internazionale. In questi studi il pittore svizzero Arnold Böcklin concepì le cinque versioni della sua opera più conosciuta: Die Toteninsel (L'isola dei morti). Noto come artista di vetrate oltre che pittore, Sverchkov organizzò nel palazzo diversi laboratori per la produzione di oggetti d'arte per interni tra cui la Fabbrica di Pittura, un'impresa per la produzione in serie di dipinti.
Gli studi del palazzo furono visitati nel tempo da personalità tra le quali la regina d'Italia Margherita di Savoia, l'imperatore tedesco Guglielmo II, allora ancora principe e anche sua madre, l'imperatrice Vittoria.
Sul finire del secolo il palazzo ospitò un cenacolo socialista animato da Ernesta Bittanti con quelli che lei definì "credenti della chiesuola": Cesare Battisti, Gaetano Salvemini e altri giovani intellettuali.
Nel novecento il palazzo si consolidò come luogo d'incontro e di relazioni artistiche e letterarie. Giovanni Papini racconta del suo primo incontro con Gabriele D'Annunzio nello studio dello scultore Domenico Trentacoste (1904).
Fra le due guerre fu sede della Scuola fiorentina di pittura, diretta da Giuseppe Rossi e Alberto Zardo.
Fra i tanti artisti che hanno lavorato nel Palazzo dei Pittori si ricordano anche Victoria Aberg, Silvestro Lega, Egisto Ferroni, Stefano Bruzzi, Arthur Lemon, George Hervey Garraway, Sigrid af Forselles, Giovanni Costetti, Giuseppe Graziosi, Guido Spadolini, Orazio Toschi, Arrigo Dreoni.
Il palazzo viene usato tuttora come sede per ospitare artisti.

## Descrizione
Il palazzo ha una struttura architettonica che risente del periodo umbertino in cui fu costruito, caratterizzato dalla distribuzione degli ambienti particolarmente austera e da elementi neorinascimentali. Sulla facciata principale si aprono finestroni che, per le loro dimensioni, danno solennità all'edificio e grande luminosità agli studi.
Il portone in noce dell'ingresso, alto poco meno di sei metri, dà adito a un monumentale androne, dipinto a marmi, con un portale interno sovrastato da un timpano. Ancora oltre, due ampie vetrate danno luce a una scalinata con decorazioni alle pareti dai caratteristici colori rosso pompeiano e blu Savoia. Il controsoffitto del vano scala è arricchito da cornici intagliate e decorazioni a grottesche di richiamo rinascimentale. All'interno delle cornici i dipinti originali, raffiguranti divinità fluviali e altri soggetti personificati, sono andati perduti, suppliti in seguito a restauro con pannelli dalla campitura rosso pompeiano.